# Joga, Honnali
Joga là một làng thuộc tehsil Honnali, huyện Davanagere, bang Karnataka, Ấn Độ.